# 대한항공 581편 적재 사고
대한항공 581편 적재 사고는 2002년 1월 9일 대한항공 851편 화물기가 시드니 킹스포드 스미스 국제공항에서 화물 하역과정에서 실수를 한 사건이다. 인명피해는 없었다.

## 같이 보기
대한항공의 사건 및 사고